# Falk Hentschel

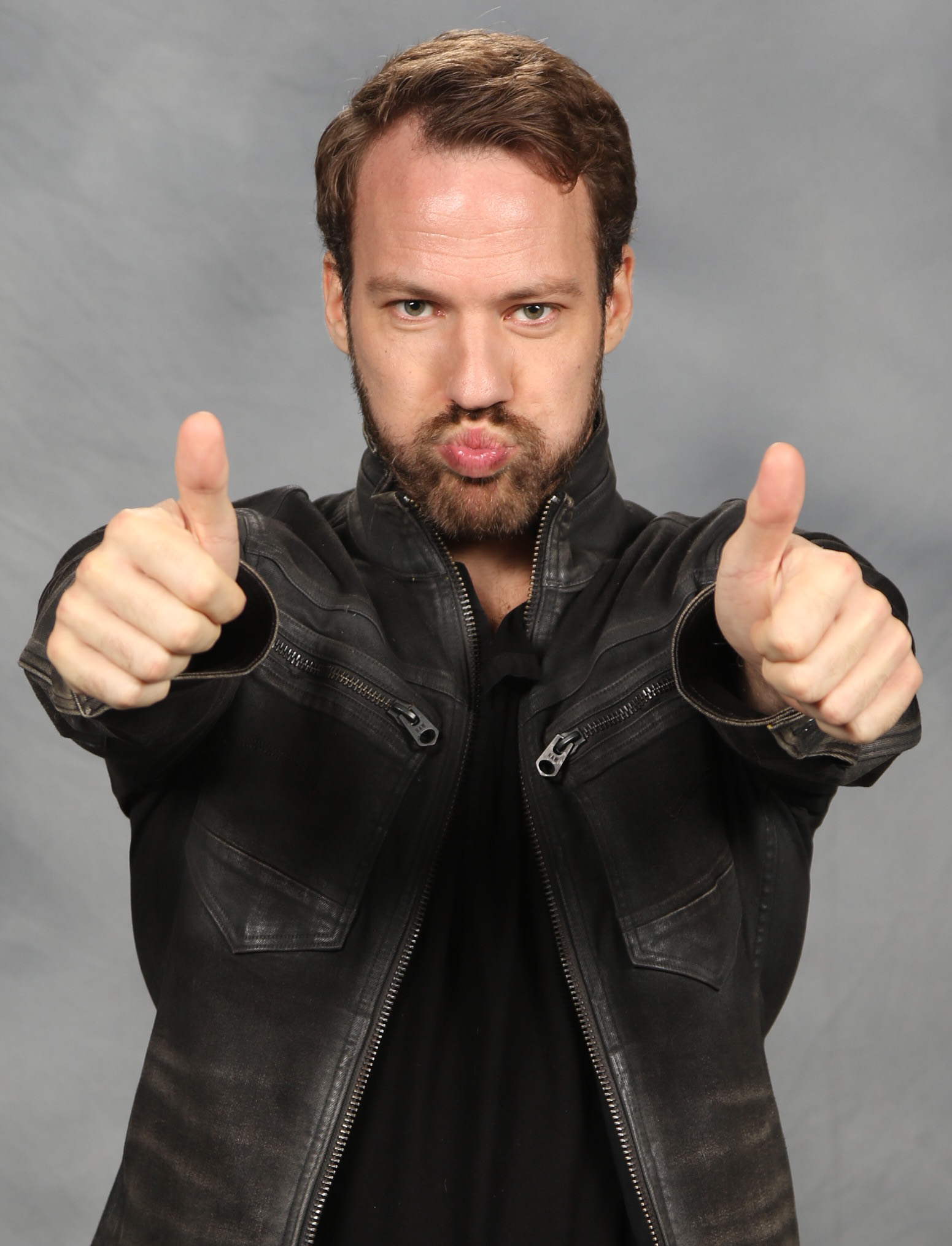
Falk Hentschel (2016)

Falk Hentschel (* 31. März 1982 in Leipzig) ist ein deutscher Schauspieler und Tänzer.

## Leben und Karriere
Falk Hentschel wurde als einer von zwei Söhnen in Leipzig in der DDR geboren. Die Familie floh sieben Monate vor dem Fall der Mauer in die Bundesrepublik Deutschland. Hentschel wurde zweisprachig, in Deutsch und Englisch, aufgezogen und reiste in seinem Leben viel herum.
Später zog es ihn nach London, wo er als „Background-Dancer“ etwa für Musikgrößen wie Mariah Carey, Britney Spears und Paulina Rubio aktiv war. Auch als Choreograph ist Hentschel aktiv, etwa für Tanzeinlagen in Musikvideos. So machte er sich etwa in Kanada und im asiatischen Raum einen Namen.
Ab 2003 zog es ihn nach Los Angeles, um seinen Traum von einer Schauspielkarriere zu verwirklichen. Sein Debüt gab er 2005 mit einem Gastauftritt in einer Episode der Serie Arrested Development. Es folgten Auftritte in Kurz- und Low-Budget-Filmen, ehe er 2010 an der Seite von Tom Cruise und Cameron Diaz als Bernhard in Knight and Day sein Spielfilmdebüt gab. In der Folge war er vor allem in Gastrollen in US-Serien zu sehen, darunter The Closer, Navy CIS: L.A., CSI: Vegas, Revenge und Marvel’s Agents of S.H.I.E.L.D.
2012 hatte Hentschel einen Auftritt als Ash im Tanzfilm StreetDance 2. Weitere Nebenrollen in Filmen hatte er in White House Down und Transcendence. 2014 übernahm er als Arliss Fulton eine wiederkehrende Rolle in der Serie Reckless. 2015 übernahm er mit seinem Auftritt in The Flash die Rolle des Carter Hall / Hawkman im fiktiven Arrowverse. In dieser Rolle trat er auch in Arrow und in einer Hauptrolle in Legends of Tomorrow (2016) auf.
Im Gegensatz zu einem Großteil der deutschsprachigen Schauspieler, die an ausländischen Produktionen mitwirken, übernimmt er seine Synchronisationen nicht selbst.

## Filmografie (Auswahl)
- 2005: Arrested Development (Fernsehserie, Episode 2x08)
- 2006: Intelligence (Kurzfilm)
- 2007: Journeyman – Der Zeitspringer (Journeyman, Fernsehserie, Episode 1x03)
- 2009: The Letter (Kurzfilm)
- 2010: Knight and Day
- 2010: The Closer (Fernsehserie, Episode 6x06)
- 2010: Broken (Kurzfilm)
- 2011: Navy CIS: L.A. (NCIS: L.A., Fernsehserie, Episode 2x13)
- 2011: CSI: Vegas (CSI: Crime Scene Investigation, Fernsehserie, Episode 11x15)
- 2011: Omission (Kurzfilm)
- 2012: StreetDance 2
- 2013: Revenge (Fernsehserie, Episode 2x21)
- 2013: White House Down
- 2013: Extraction
- 2014: The Ladies Restroom (Fernsehserie, drei Episoden)
- 2014: Transcendence
- 2014: Reckless (Fernsehserie, acht Episoden)
- 2014: Marvel’s Agents of S.H.I.E.L.D. (Fernsehserie, Episode 2x06)
- 2015: The Flash (Fernsehserie, Episode 2x08)
- 2015: Arrow (Fernsehserie, Episode 4x08)
- 2016, 2021: Legends of Tomorrow (Fernsehserie, sieben Episoden)
- 2016: Jack the Ripper – Eine Frau jagt einen Mörder (Fernsehfilm)
- 2018: Die Einkreisung (The Alienist, Fernsehserie, zwei Episoden)
- 2018: Willkommen in Marwen (Welcome to Marwen)
- 2020: Spides (Fernsehserie, acht Episoden)
- 2022: Swap Me, Baby